# Перепільництво

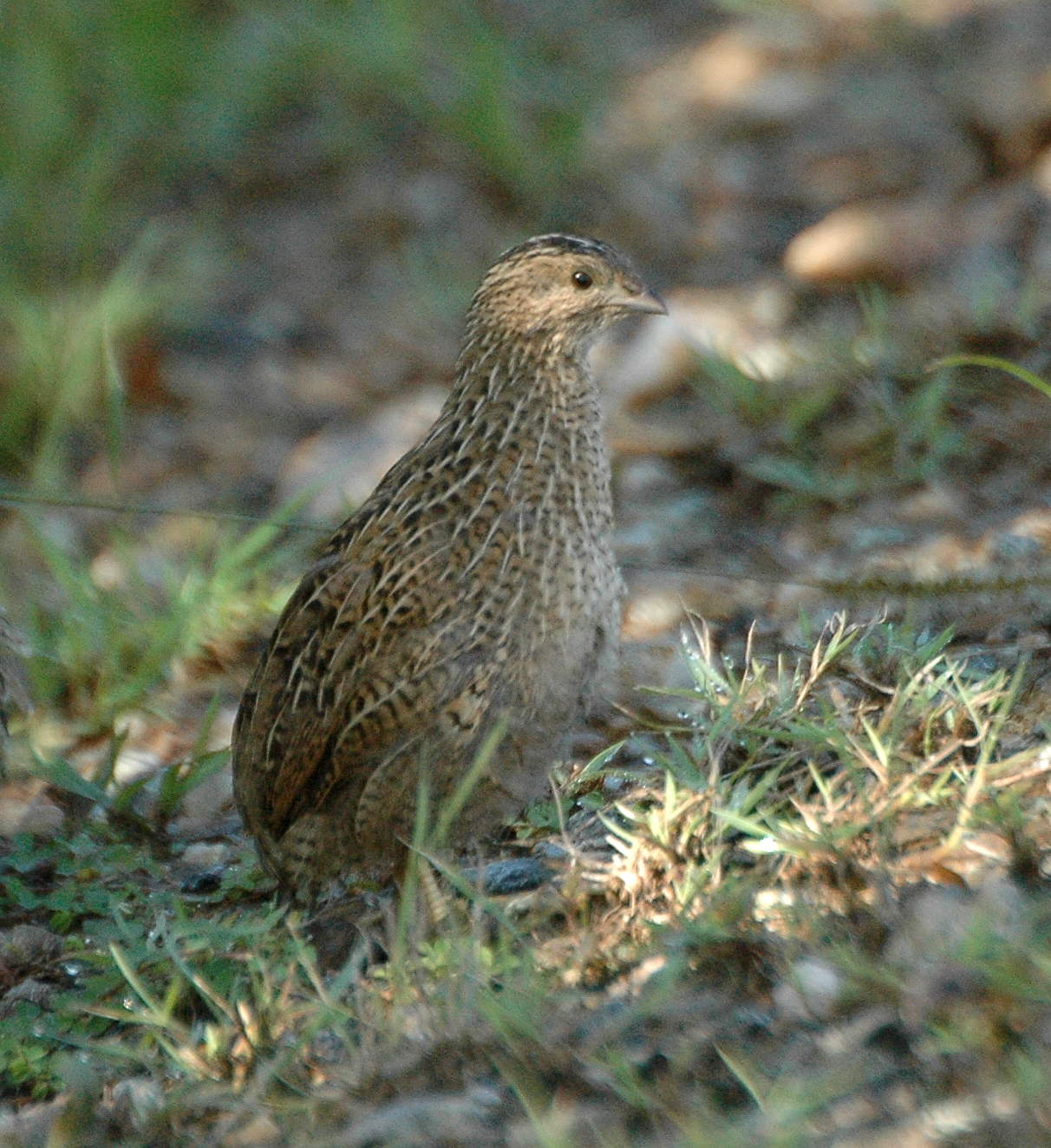

Перепільни́цтво — галузь птахівництва, що займається вирощуванням перепілок та деяких схожих видів птахів, наприклад токрових.
Одомашнені перепілки були в Японії в XI столітті, де їх розводили як декоративного птаха і тільки після XVI століття перепілок стали розводити для виробництва яєць і м'яса. Під час Другої світової війни перепільництво в Японії дуже скоротилося і лише в 1950-х роках знову широко розповсюдилося і зараз займає в птахівництві Японії друге місце після розведення курей. В наш час розведення перепілок досить широко розповсюджене в США, Великій Британії та інших країнах. В країни колишнього Радянського Союзу, в тому числі й Україну, перепілки були завезені в 1960-х роках з Югославії, і нині, завдяки простоті утримання і годівлі, їх розводять у багатьох присадибних господарствах.
Зовні під впливом одомашнення перепілки змінилися значно менше, ніж кури, але домашні перепілки мають більшу живу масу та більш виражені м'ясні форми, аніж їх дикі предки. Головні зміни, викликані одомашненням, відбулися в яєчній продуктивності перепілок. Вага домашньої японської перепілки на 30 % перевищує вагу дикої, а її яйце важче на 46 %. Також домашні перепілки втратили здатність до перельотів, у них майже зникли інстинкти гніздування, насиджування і турботи про пташенят, вони не мають зимової паузи статевої активності, не збираються після гніздування в зграї. З усіх біологічних циклів в домашньої перепілки залишився лише той, що пов'язаний зі спарюванням, яке може відбуватися в будь-який час року. Домашні перепілки — найдрібніші представники ряду Куроподібних серед сільськогосподарської птиці. Жива маса самок приблизно на 15 % вища за живу масу самців, що обумовлено головним чином органами яйцетворення та наявності в них яєць на різних стадіях формування. В той же час у промірах тіла значних розходжень між самками і самцями немає.
Одна з особливостей перепілок як домашньої, так і дикої — найвища серед свійської птиці температура тіла. У зв'язку з цим вони не вражаються багатьма інфекційними захворюваннями, в тому числі збудниками сальмонельозу. Висока температура тіла перепілок (38 °C) пов'язана з інтенсивним обміном речовин.

## Найпоширеніші види і породи

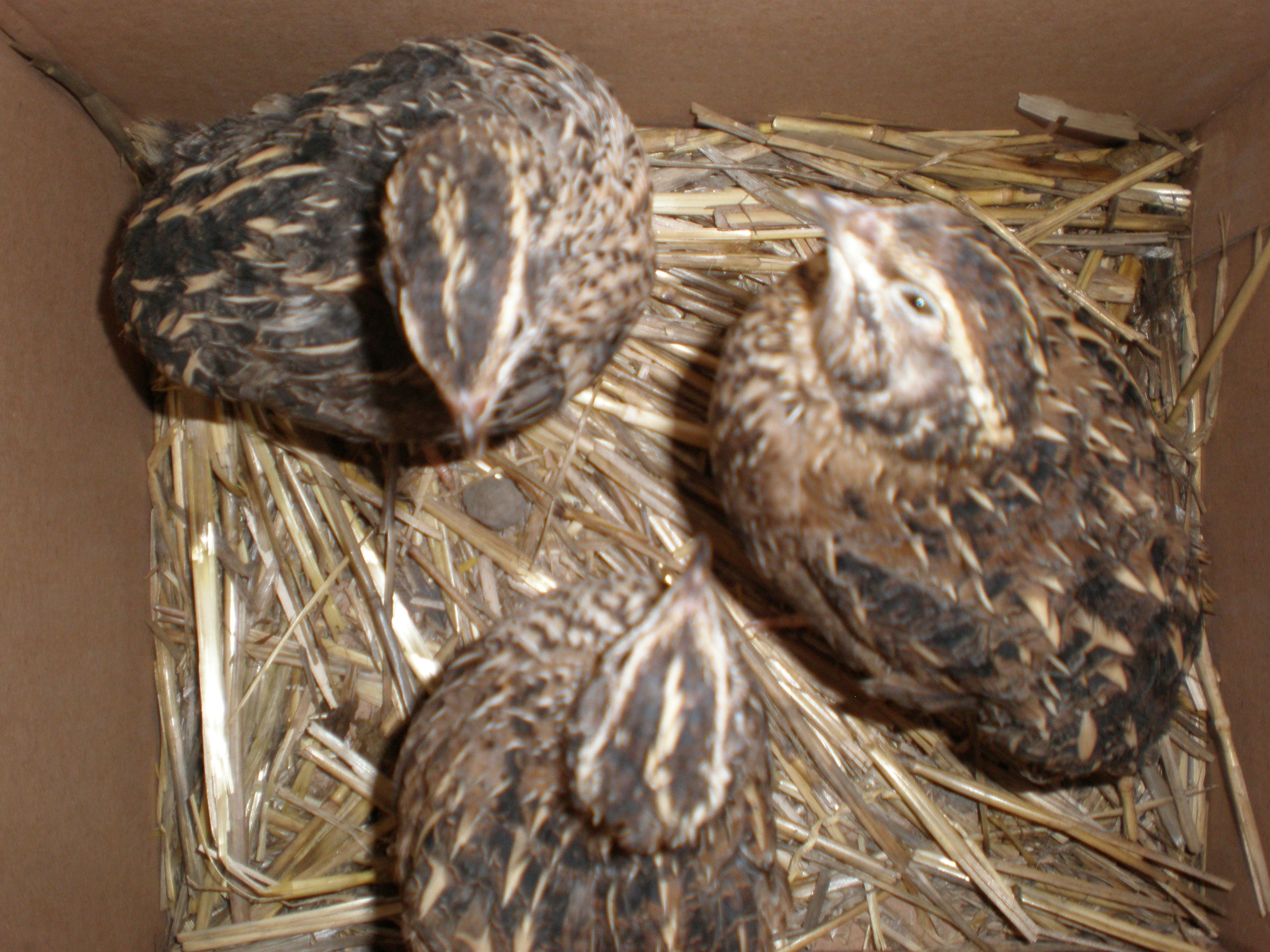
Coturnix japonica

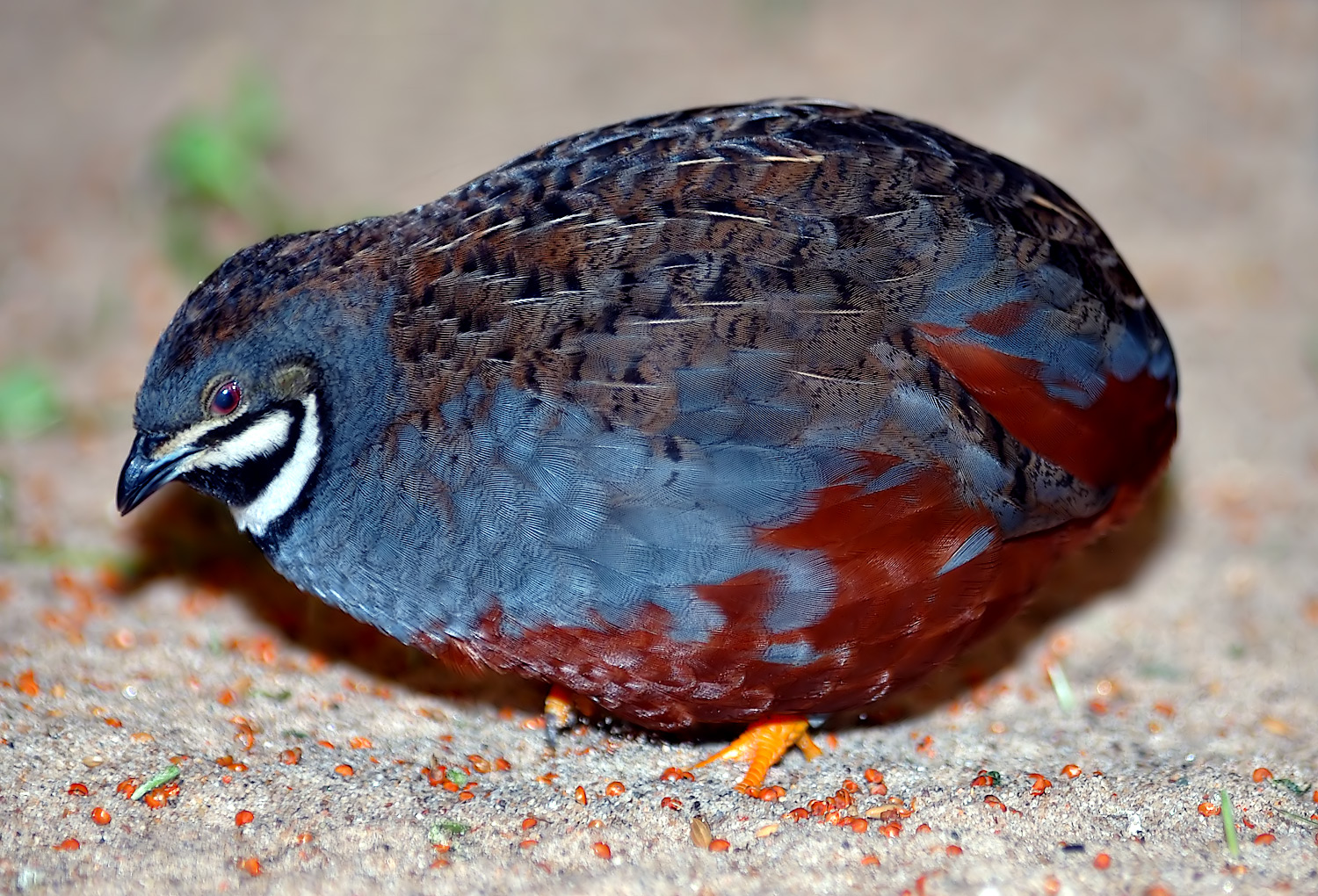
Coturnix chinensis

Швидкий ріст, скоростиглість і короткий термін інкубації перепілок дозволяє використовувати їх як об'єкт для селекції. За один рік можна одержати 5 і більше поколінь перепілок. Цим пояснюється різноманіття різних ліній цих птахів. Існують лінії перепілок, які відібрані за живою масою, за напрямком розведення (яйценосні та м'ясні), за ранньою статевою зрілістю, за фізіологічними показниками та інше. У світі нараховується 34 лінії перепілок тільки з різними мутаціями, як то: різне забарвлення оперення, мутація за структурою пер, кістякова мутація (подовжений дзьоб)
Японська перепілка (Coturnix japonica)
Цей вид є основним птахом на перепелиних фермах усього світу.
Японські перепілки — яєчного напрямку продуктивності. Вони починають яйцекладку в дуже ранньому віці (35—40 днів) при досягненні живої маси 90—100 г. Тулуб у них подовжений, хвіст і крила короткі, оперення коричнювато-біле («дике»). Маса самців 115—120 г, самок 140—150 г. Яйценосність — 250—300 яєць на рік. Маса яйця 8—12 г.
Китайська перепілка (Coturnix chinensis).
Каліфорнійська перепілка (Callipepla californica).
Віргінська перепілка (Colinus virginianus).
Фараон. Це м'ясна порода, яка виведена в США. За забарвленням оперення фараони не відрізняються від японських перепілок. Маса дорослих самців становить 180—200 г, самок — 280—300 г, яйценосність 200—220 яєць на рік, маса яйця — 12—16 г. Цю породу використовують для виробництва перепілок-бройлерів.
Англійські білі. Зазвичай птахи забарвлені в білий колір, хоча деколи можуть траплятися й чорні пір'їни. Птахи цієї породи мають темні очі. Маса самців — 140—160 г, самок — 160—180 г, яйценосність близько 280 яєць, маса яйця — 10—11 г.
Англійські чорні. Ці птахи близькі за своїми продуктивними якостями до білих перепілок, але мають дещо більшу живу масу — самки до 200 г, самці до 170 г. Вони мають різнокольорове оперення: від чорного до світло-коричневого кольору.
Смокінґові перепілки. Отримали свою назву через своєрідне забарвлення, яке нагадує смокінґ. Нижня частина їх тіла, шия і голова білі, а верхня — темно-коричнева. Можливе отримання птиці з таким забарвленням при схрещуванні білих і чорних англійських перепілок. Маса самців 140—160 г, самок — 160—180 г, яйценосність близько 280 яєць, маса яйця — 10—11 г.
Манчжурські перепілки. Птахи цієї породи мають красиве оперення, яке складається з коричневих і жовтих пер, що створює враження золотавого кольору.

## Продукти перепільництва
Займатися перепільництвом вигідно, оскільки воно швидко окуповується. Скоростиглість перепелиці вдвічі вища, ніж у пекінської качки, і втричі вища, ніж у кролів. Повний цикл, від закладки яєць в інкубатор до першого яєчка від молодої перепелиці, становить всього 52—66 днів. Один тиждень життя перепілок відповідає 3,5 тижням життя курки яєчної породи. Стійкість перепілок до інфекційних захворювань дозволяє утримувати їх, не вдаючись до вакцинації, а це виключає нагромадження в організмі і яйцях медикаментозних речовин.

## Перепелині яйця

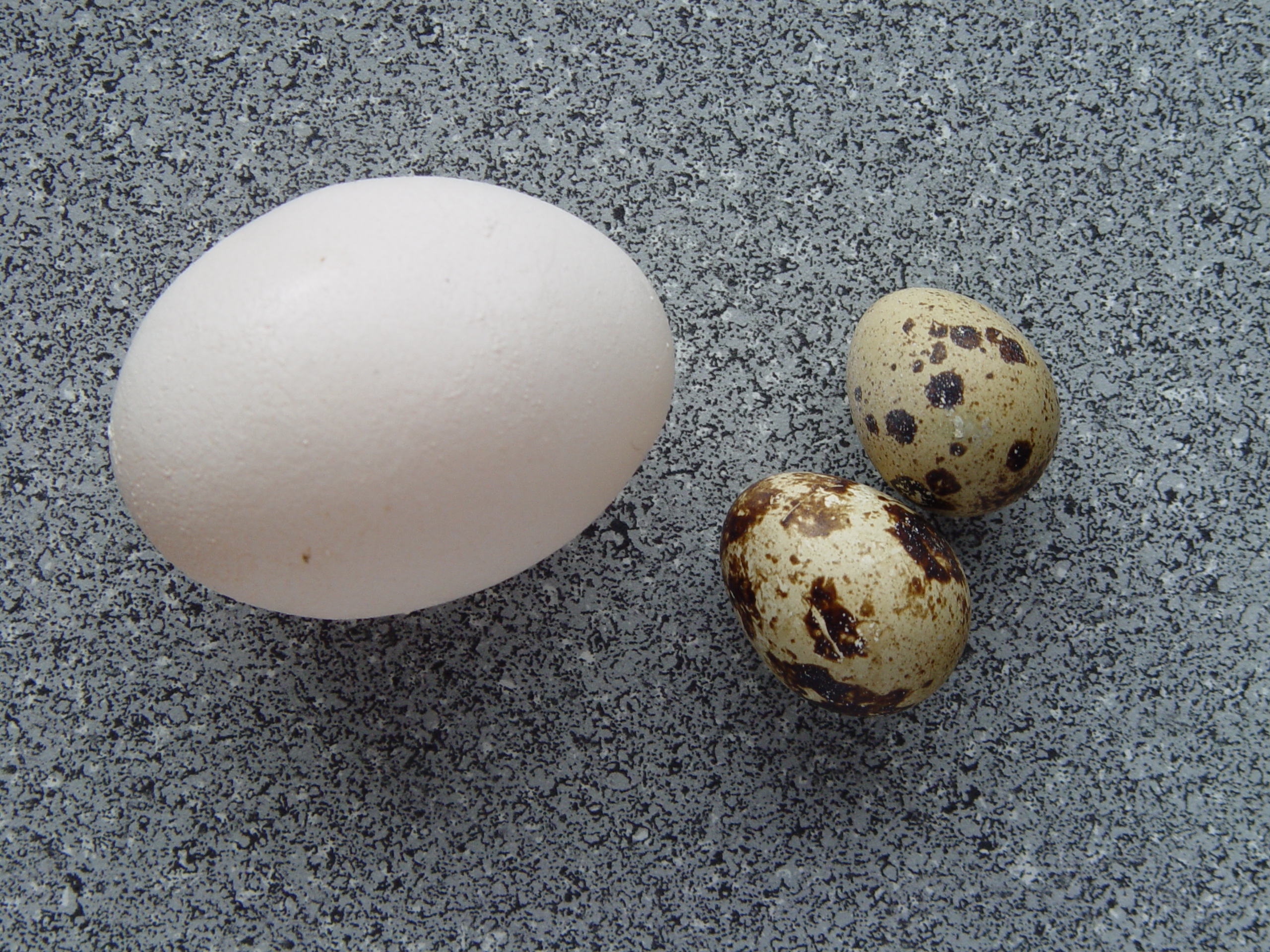
Порівняльна величина курячого та перепелиного яйця

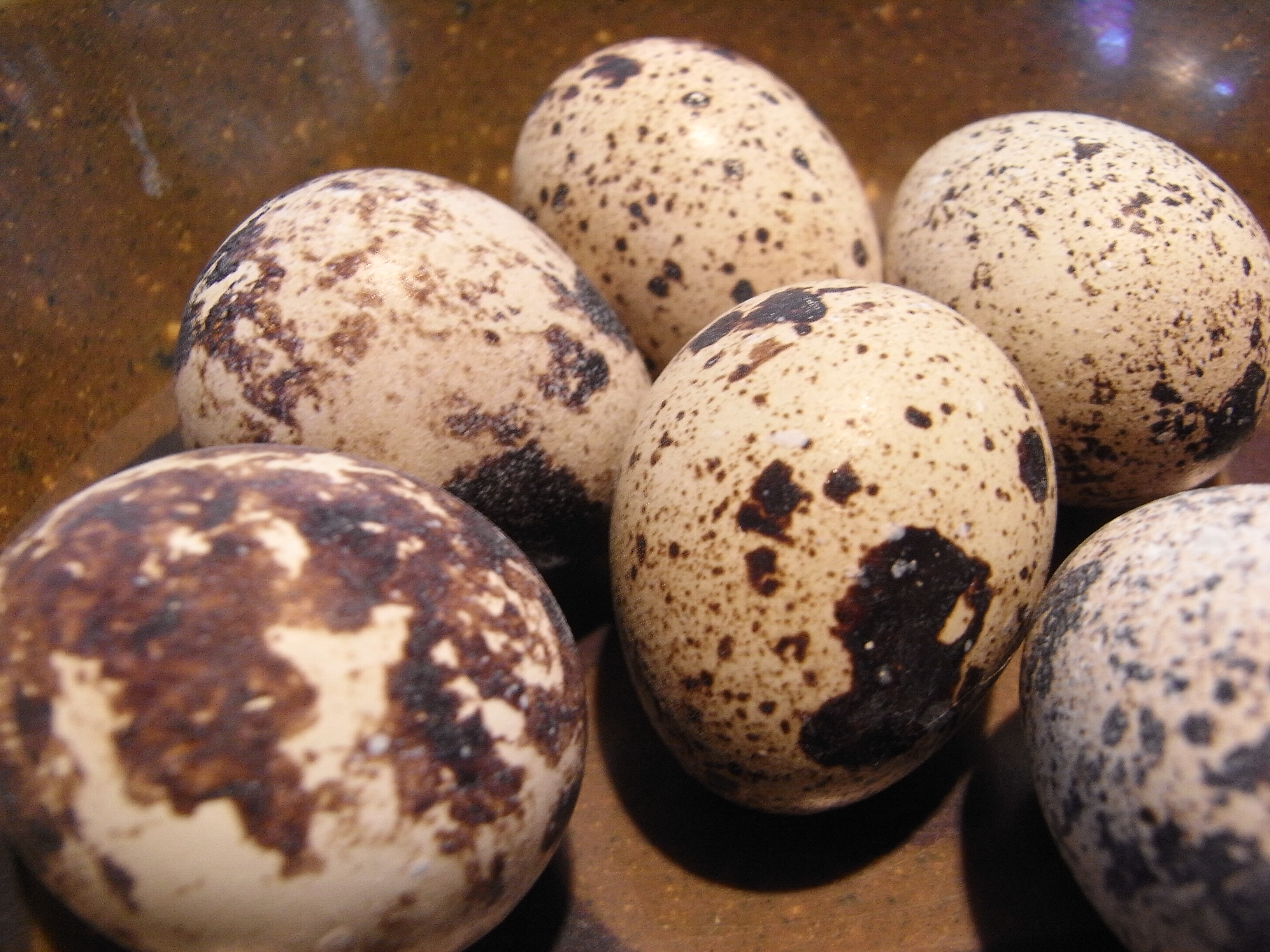

За рік свійська перепілка може знести до 250—300 яєць середньою масою 18 г. Маса яєць, знесених перепелицею за рік, у 24 рази перевищує її масу тіла, тоді як у курей це співвідношення становить 8:1.
Розміри яйця по довжині — 27,2 мм, по ширині — 22,5 мм. Товщина шкарлупи 0,22 мм, колір сильно змінюється від темно-коричневого, блакитного і білого до ясно-жовтого, часто з чорними, коричневими та голубими цяточками. Забарвлення яєць залежить від багатьох факторів. Але, як правило, окремі самки несуть яйця з пігментацією, характерною саме для цієї особини. Однак при яких-небудь порушеннях у годівлі чи утриманні, перепілки можуть нести яйця зовсім іншого забарвлення. Цікаво, що малюнок перепелиних яєць можна легко змити мийними засобами.

### Поживність
| Порівняльна характеристика курячих і перепелиних яєць | Порівняльна характеристика курячих і перепелиних яєць | Порівняльна характеристика курячих і перепелиних яєць |
| Мінеральні речовини і амінокислоти                    | Курячі яйця                                           | Перепелині яйця                                       |
| ----------------------------------------------------- | ----------------------------------------------------- | ----------------------------------------------------- |
| Мінеральні речовини, мг:                              |                                                       |                                                       |
| кальцій                                               | 52                                                    | 76                                                    |
| фосфор                                                | 185                                                   | 213                                                   |
| калій                                                 | 124                                                   | 620                                                   |
| залізо                                                | 88                                                    | 404                                                   |
| мідь                                                  | 9,6                                                   | 17                                                    |
| кобальт                                               | 3,8                                                   | 6,6                                                   |
| Амінокислоти, г:                                      |                                                       |                                                       |
| лізин                                                 | 0,75                                                  | 1,05                                                  |
| цистин                                                | 0,28                                                  | 0,43                                                  |
| метіонін                                              | 0,38                                                  | 0,72                                                  |
| аспарагінова кислота                                  | 0,79                                                  | 1,16                                                  |
| глутамінова кислота                                   | 1,44                                                  | 1,72                                                  |
| триптофан                                             | 0,20                                                  | 0,24                                                  |

Перепелині яйця — унікальний біологічний продукт, який використовується в дитячому і дієтичному харчуванні. У порівнянні з курячим, в одному грамі перепелиного яйця міститься більше вітамінів: А — у 2,5 рази, В1 — у 2,8 разів, В2 — у 2,2 разів тощо У п'ятьох перепелиних яйцях, що по масі дорівнює одному курячому, у 5 разів вищий рівень фосфору і калію, у 4,5 рази — заліза. Значно більше в яйцях перепілок міді, кобальту, магнію, амінокислот: тирозину, треоніну, лізину, гліцину і гістидину[джерело?]. Тирозин відіграє значну роль в обміні речовин і сприяє формуванню пігменту, що дає здоровий колір шкірі. Тому яйця перепілок використовуються для приготування косметичних масок. Присутній в перепелиних яйцях білок овомукоїд здатний придушувати алергійні реакції, тому яйця перепелів бажано вживати для лікування і профілактики алергії. Перепелині яйця також відрізняються підвищеним вмістом лізоциму, який нормалізує мікрофлору кишки. Поряд з цим, лізоцим перешкоджає розвитку в яйцях небажаної мікрофлори, тому яйця перепелів тривалий час зберігають свою свіжість в кімнатних умовах і споживаються в сирому вигляді, що дуже важливо для збереження в них багатьох поживних речовин, які руйнуються при термічній обробці продукту.

### Дієтичне застосування
Поєднання комплексу біологічно активних речовин з високими дієтичними якостями дає можливість використовувати перепелині яйця в медичній практиці. Про ефективність застосування перепелиних яєць у дієті та лікуванні хворих знали ще в далекій давнині. Яйця перепелів широко використовуються в Японії в дитячому харчуванні. Вони справляють позитивний вплив на дітей, які відстали в рості. Доцільно включати сирі перепелині яйця в дієту хворих та ослаблених дітей. Особливо цінують японці здатність перепелиних яєць позитивно впливати на відтворювальні функції організму, в тому числі на потенцію. У медичних установах перепелині яйця використовувалися в комплексі з лікарськими препаратами для хворих бронхіальною астмою, хронічною пневмонією, туберкульозом. Проводилися дослідження на потерпілих від радіації. У хворих відмічали поліпшення апетиту, збільшення у вазі й — що головне — нормалізацію рівня гемоглобіну і еритроцитів у крові. Виявлено сприятливий вплив перепелиних яєць на виведення з організму радіонуклідів і важких елементів[джерело?]. Перепелині яйця бажано використовувати в лікувальному харчуванні ослаблених дітей та дорослих, у першу чергу — в екологічно неблагополучних регіонах. Яйця перепілок не викликають діатезу в дітей, яким курячі яйця протипоказані.

### Перепелине м'ясо
Дієтичними властивостями володіє і м'ясо перепілок. Воно вирізняється ніжною консистенцією, соковитістю, ароматом і високими смаковими якостями, у кілька разів перевершуючи куряче за вмістом вітамінів, мікроелементів, незамінних амінокислот, а по вмісту протеїну (22 %) і жиру (3 %) воно наближається до м'яса дичини. Страви з нього здавна користувалися величезною популярністю в усьому світі. Особлива гіркуватість у поєднанні з неперевершеним ароматом та ніжністю роблять страви з м'яса перепілок кулінарними шедеврами. Перепелине м'ясо рекомендують вживати в харчуванні дітей і вагітних жінок.

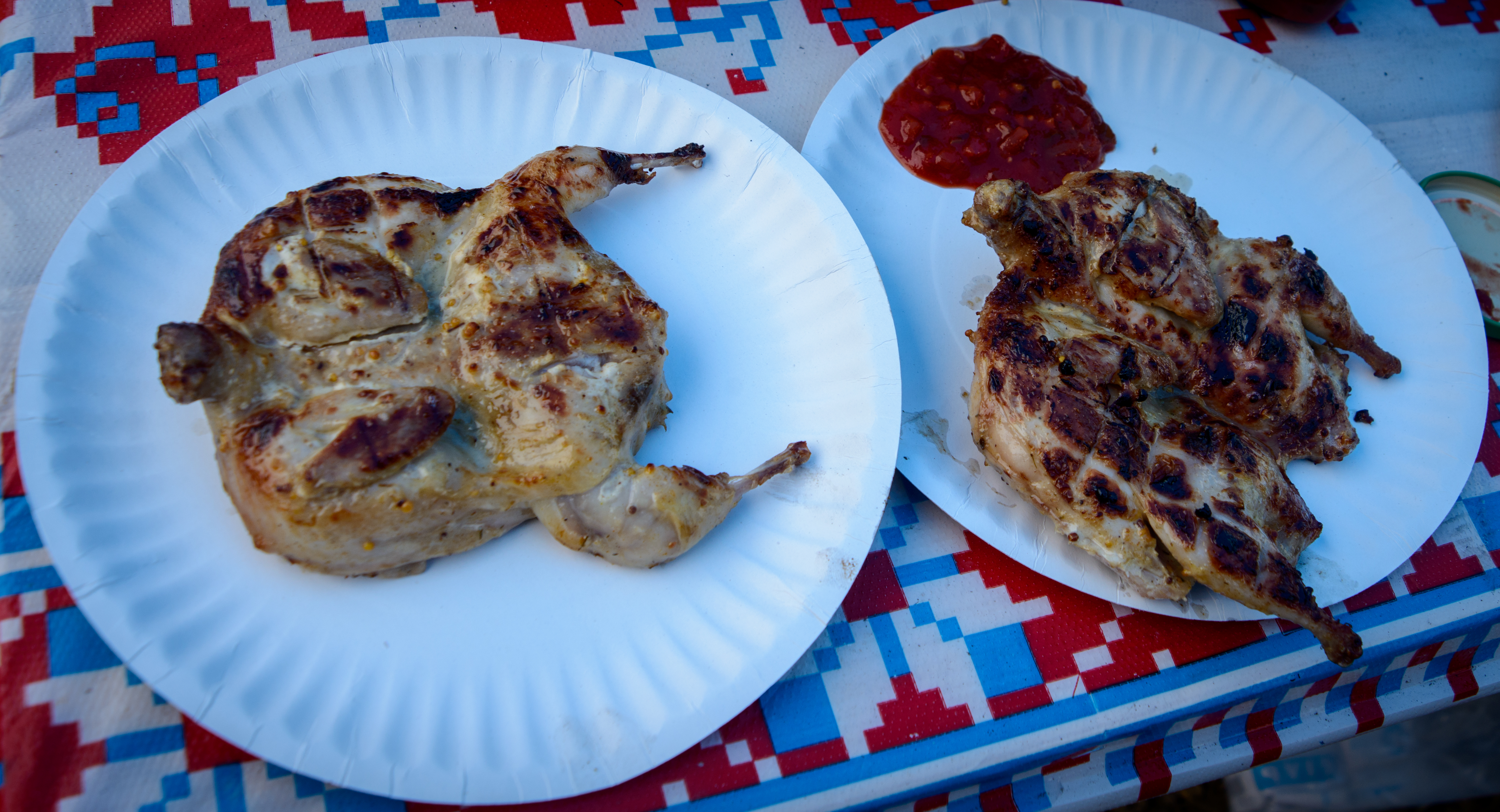
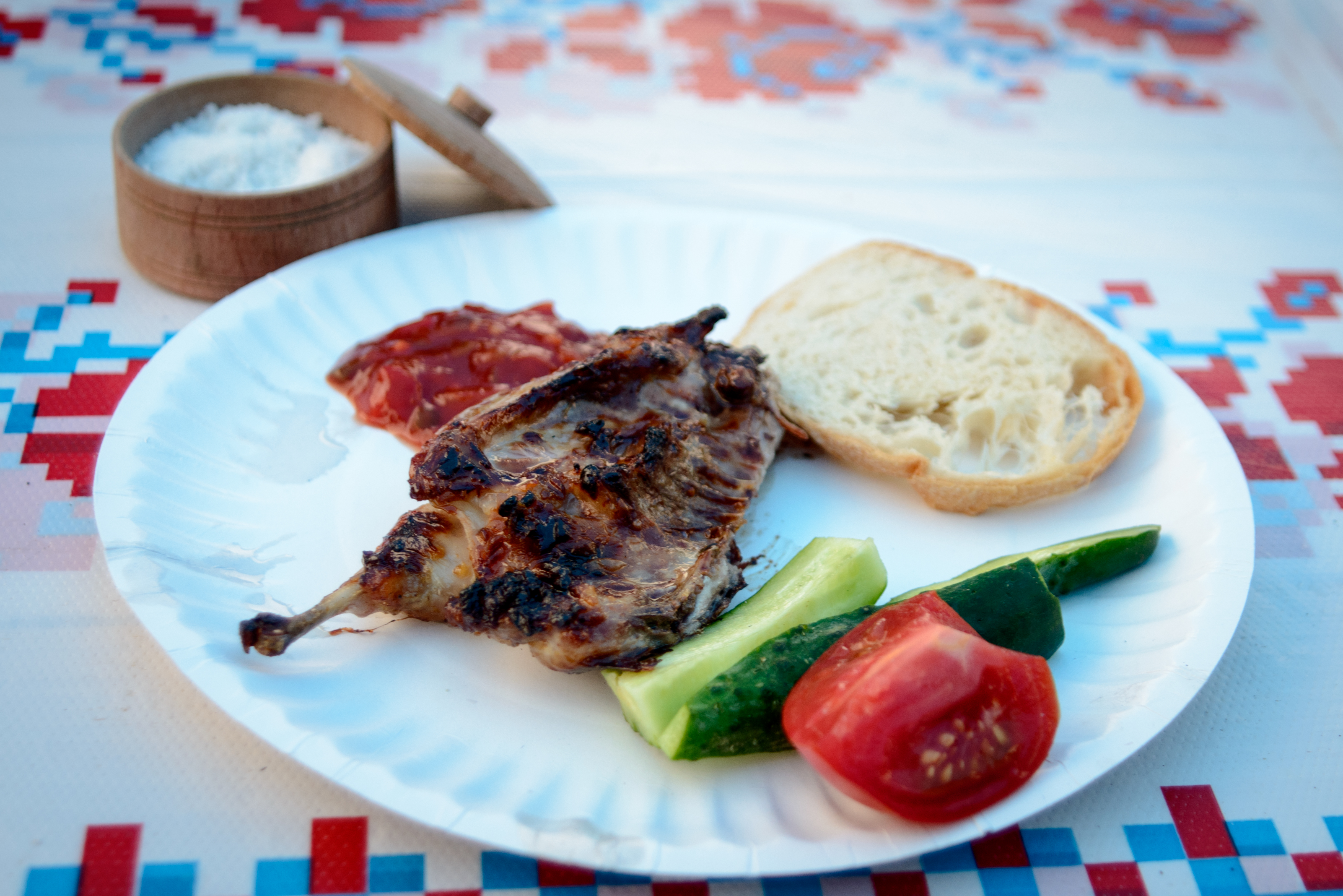